# Utterklinten, Hangö
Utterklinten är en ö i Finland. Den ligger i Skärgårdshavet, Finska viken eller Norra Östersjön och i kommunen Hangö i den ekonomiska regionen  Raseborg i landskapet Nyland, i den sydvästra delen av landet. Ön ligger omkring 120 kilometer väster om Helsingfors.
Öns area är 1,2 hektar och dess största längd är 210 meter i sydväst-nordöstlig riktning. Ön höjer sig omkring 10 meter över havsytan.